# اسلیمان سیسوکو
اسلیمان سیسوکو (انگلیسی: Slimane Sissoko؛ زادهٔ ۲۰ مارس ۱۹۹۱) بازیکن فوتبال اهل فرانسه است.
از باشگاه‌هایی که در آن بازی کرده‌است می‌توان به باشگاه فوتبال رن، باشگاه فوتبال آنژه، و باشگاه فوتبال نیم المپیک اشاره کرد.